# Radinac
Radinac (en serbe cyrillique : Радинац) est une localité de Serbie située sur le territoire de la Ville de Smederevo, district de Podunavlje. Au recensement de 2011, elle comptait 5 349 habitants.
Radinac, officiellement classé parmi les villages de Serbie, est situé sur les bords de la Ralja.

## Démographie

### Évolution historique de la population
| 1948  | 1953  | 1961  | 1971  | 1981  | 1991  | 2002  | 2011  |
| ----- | ----- | ----- | ----- | ----- | ----- | ----- | ----- |
| 1 598 | 1 701 | 2 313 | 3 236 | 4 355 | 4 995 | 4 920 | 5 349 |

|  |

## Personnalités
- Tanja Savić (de) : chanteuse de turbo folk née à Radinac